# Familia Ceaușescu

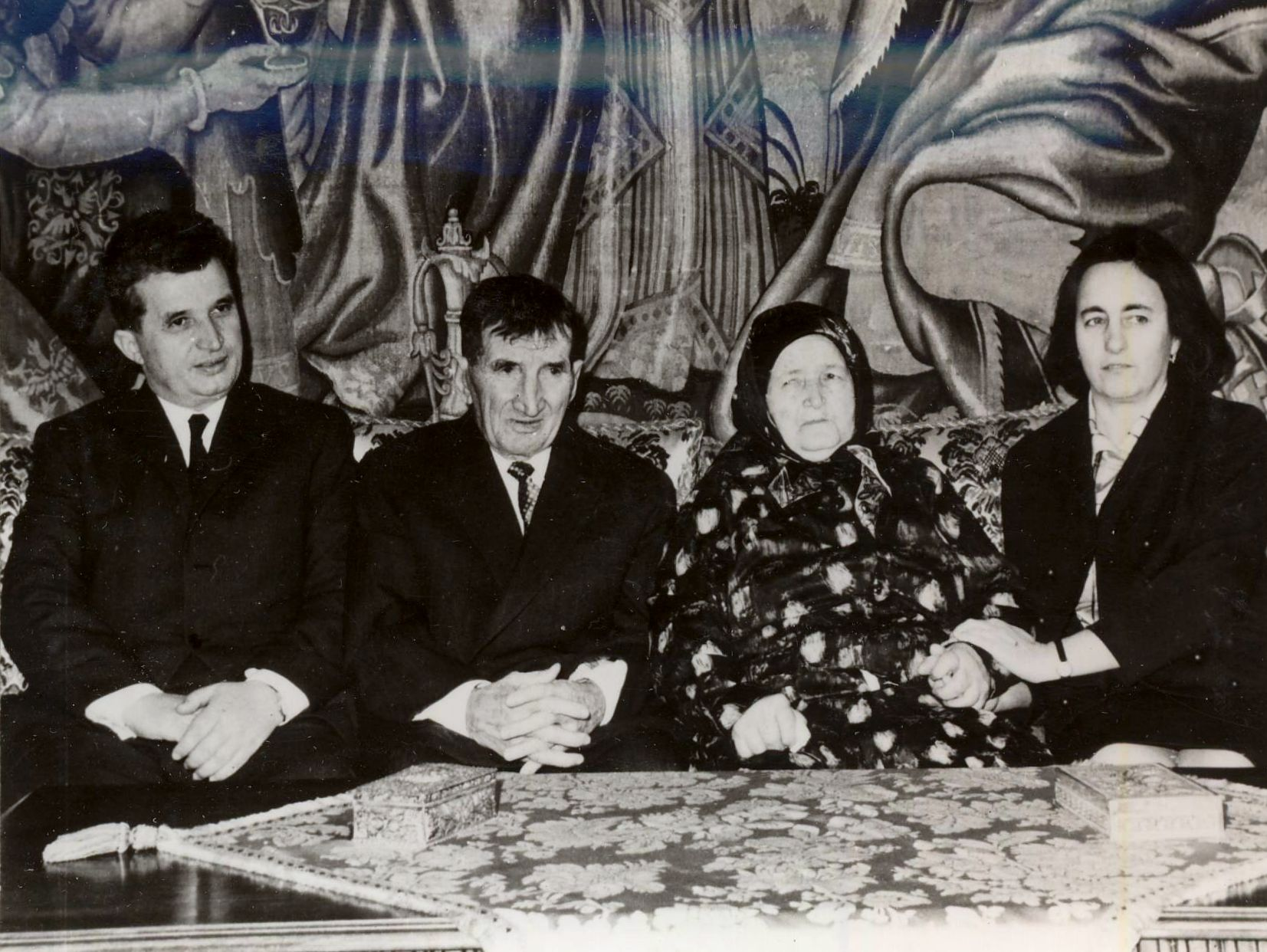
Nicolae Ceaușescu cu soția și părinții, 1968

Nicolae Ceaușescu, care a condus România din 1965 până în 1989 a avut o familie numeroasă, mulți dintre membri având posturi influente în Partidul Comunist Român. Mai jos este o descriere generală a membrilor imediați ai familiei, cu legături pentru cei care au articole separate.

## Prezentare generală
Tatăl lui Nicolae, Andruță Ceaușescu (1886–1969), provenea dintr-o familie de păstori din Polovragi, Județul Gorj. Andruță Ceaușescu, susținător al lui Ion Mihalache și al Partidului Țărănesc, a fost o perioadă primar al Scorniceștiului (satul de baștină al dictatorului), unde avea o casă modestă.
Mama lui Nicolae Ceaușescu, Alexandrina (născută Lixandra Badea), (1888–1977) provenea din familia unui ofițer din armata lui Tudor Vladimirescu. Aceasta fiind o femeie foarte religioasă, Nicolae Ceaușescu a ordonat construirea unei biserici în Scornicești, deși el era ateu și a participat la înmormântarea ei, cu acest prilej având loc o slujbă oficiată de un preot.
În ordinea în care s-au născut, copiii au fost:
- Niculina Ceaușescu (18 iunie 1914 – 1990).[2] Ea a fost prima care a părăsit familia mutându-se la București în căutare de lucru. La ea a locuit Nicolae în 1929 când a început să lucreze ca ucenic la un cizmar.
- Marin Ceaușescu (1916 – 28 decembrie 1989, Viena), absolvent al Academiei de Științe Economice, a condus timp de mai mulți ani Agenția Economică a României din Viena.
- Nicolae Ceaușescu (26 ianuarie 1918 – 25 decembrie 1989), la putere 1965–1989.
- Maria Ceaușescu (1920–2007), ulterior Maria Agachi, a lucrat la fabrica Electromagnetica, devenind șef de secție datorită legăturilor de familie.
- Florea Ceaușescu (1922 – 21 octombrie 2006). După ce Partidul Comunist a fost legalizat în 1944, a lucrat la ziarul de partid din București Steagul Roșu. Apoi a fost transferat la Scînteia. Îi semăna foarte tare lui Nicolae, cu care era deseori confundat.
- Nicolae „Nicu” Andruță Ceaușescu (1924 – 14 decembrie 2000). Se spune că tatăl l-a înregistrat la primărie din greșeală cu același nume ca și fiul mai mare. Ulterior a folosit numele tatălui ca al doilea nume, pentru a nu se crea confuzie între cei doi. O perioadă de timp a fost șef de cadre la Ministerul de Interne. În urma unei neînțelegeri cu fratele mai cunoscut, a fost trimis să conducă Școala de ofițeri de Securitate de la Băneasa. A fost arestat în timpul Revoluției din 1989 de către Aurel Ceciu, unul din foștii săi elevi. Nicolae Andruță a avut doi copii, Cristian și Claudia.
- Ilie Ceaușescu (18 iunie 1926 – 1 octombrie 2002), a devenit general de armată la 51 ani.
- Elena Ceaușescu, ulterior Elena Bărbulescu (1928–2001) a fost profesoară de istorie la liceul din Scornicești. Datorită fratelui, a avansat repede, ajungând directoare, și mai apoi inspector școlar pe întreg județul Olt. A avut două fete, Eugenia și Nadia, și un fiu, Emil, care avea un post important în Ministerul de Interne în județul Olt înainte de 1989.
- Costel Ceaușescu (1930–?) a murit tânăr.
- Ion Ceaușescu (20 martie 1932 – 10 mai 2020) a predat la Institutul Agronomic din București, și a fost șeful Academiei de Științe Agricole.[3] A fost ministru secretar de stat, prim-vicepreședinte al Comitetului de Stat al Planificării în perioada 1 august 1983-28 martie1985.[4] După Revoluție, și-a făcut o firmă și a scris cărți pe teme de horticultură.

Părinții lui Nicolae au avut în total 18 nepoți: 7 băieți și 11 fete.
Viitorul conducător al României, Nicolae Ceaușescu s-a căsătorit în anul 1947 cu Elena Petrescu. Au avut trei copii:
- Valentin Ceaușescu (născut în 1948), care are un fiu, Daniel Valentin (născut în 1981) și o fiică, Alexandra (născută în 1996).
- Zoia Ceaușescu (1949–2006)
- Nicu Ceaușescu (1951–1996)